# 신호등 연정
신호등 연정(독일어: Ampelkoalition)은 독일의 독일 사회민주당 (SPD), 자유민주당 (FDP), 동맹 90/녹색당의 연립정부다. 이는 각 당의 전통적 색상인 빨간색, 노란색, 초록색에서 따온 이름으로, 신호등의 색상 순서와 일치한다. 2024년 11월 신호등 연정은 의견 불일치로 해체되었다.
다른 나라의 사회민주당, 자유당, 녹색당 간의 유사한 연합에도 사용되기도 한다.